# Master Blaster (EP)
Master Blaster è un EP della cantante Nikka Costa, pubblicato dalla Mushroom Records nel 1995.

## Tracce
1. Master Blaster (Single Edit) – 4:17
2. When My Man Cries – 4:14
3. Some Love – 4:23
4. Master Blaster (Extended Jam) – 5:12